# Champcella
Champcella – miejscowość i gmina we Francji, w regionie Prowansja-Alpy-Lazurowe Wybrzeże, w departamencie Alpy Wysokie.

## Demografia
Według danych na rok 1990 gminę zamieszkiwało 156 osób, a gęstość zaludnienia wynosiła 5 osób/km². W styczniu 2015 r. Champcella zamieszkiwało 178 osób, przy gęstości zaludnienia wynoszącej 5,9 osób/km².